# Małgorzata Bays
Marguerite Bays (ur. 8 września 1815, zm. 27 czerwca 1879) – szwajcarska tercjarka franciszkańska, mistyczka i stygmatyczka, święta Kościoła katolickiego.

## Życiorys
Urodziła się w osadzie La Pierraz w Szwajcarii. Gdy miała 39 lat, wykryto u niej raka jelita. Przeszła operację, która nie zatrzymała rozwoju choroby. Marguerite modliła się do Boga za pośrednictwem Maryi. Została uzdrowiona 8 grudnia 1854. Była mistyczką i stygmatyczką. Zmarła w  opinii świętości.
Beatyfikowana przez papieża Jana Pawła II w dniu 29 października 1995. 15 stycznia 2019 podpisany został przez papieża Franciszka dekret uznający cud za wstawiennictwem błogosławionej, co otwiera drogę do jej kanonizacji. Jej kanonizacja odbyła się 13 października 2019 roku w Watykanie.